# Harlem Heights (Florida)
Harlem Heights ist ein census-designated place (CDP) im Lee County im US-Bundesstaat Florida. Das U.S. Census Bureau hat bei der Volkszählung 2020 eine Einwohnerzahl von 1.930 ermittelt.

## Geographie
Harlem Heights befindet sich rund 10 km südlich von Fort Myers. Tampa befindet sich etwa 210 km und Miami 220 km entfernt.

## Demographische Daten
Laut der Volkszählung 2010 verteilten sich die damaligen 1975 Einwohner auf 632 Haushalte. Die Bevölkerungsdichte lag bei 940,5 Einw./km². 40,1 % der Bevölkerung bezeichneten sich als Weiße, 22,6 % als Afroamerikaner, 0,3 % als Indianer und 0,1 % als Asian Americans. 32,2 % gaben die Angehörigkeit zu einer anderen Ethnie und 2,9 % zu mehreren Ethnien an. 70,2 % der Bevölkerung bestand aus Hispanics oder Latinos.
Im Jahr 2010 lebten in 59,9 % aller Haushalte Kinder unter 18 Jahren sowie 12,3 % aller Haushalte Personen mit mindestens 65 Jahren. 81,3 % der Haushalte waren Familienhaushalte (bestehend aus verheirateten Paaren mit oder ohne Nachkommen bzw. einem Elternteil mit Nachkomme). Die durchschnittliche Größe eines Haushalts lag bei 3,62 Personen und die durchschnittliche Familiengröße bei 3,79 Personen.
39,1 % der Bevölkerung waren jünger als 20 Jahre, 35,3 % waren 20 bis 39 Jahre alt, 18,7 % waren 40 bis 59 Jahre alt und 7,0 % waren mindestens 60 Jahre alt. Das mittlere Alter betrug 26 Jahre. 51,2 % der Bevölkerung waren männlich und 48,8 % weiblich.
Das durchschnittliche Jahreseinkommen lag bei 39.792 $, dabei lebten 12,0 % der Bevölkerung unter der Armutsgrenze.
Im Jahr 2000 war Englisch die Muttersprache von 43,23 % der Bevölkerung und Spanisch sprachen 56,77 %.